# József Waldbauer
Josef Waldbauer (també Joseph Waldbauer, József Waldbauer) (1861–1920) va ser un compositor, violista, violinista i educador musical austrohongarès.
Josef Waldbauer va néixer a Àustria en una família camperola. Es va traslladar a Budapest, on va estudiar violí al Conservatori Nacional amb Alajos Gobbi. De 1888 a 1898 va ser violista del Quartet Hubay-Popper. Alhora va ser professor de música en diferents escoles: el 1891/92 a l'escola secundària comercial per a nois que estava situada al número 35 de Soroksári Way, i el 1896/97 a l'escola per a nois que estava situada al número 17 del carrer Knézits. El 1898 va deixar el Quartet perquè va ser assignat com a secretari de la Societat de Música de Cambra de Budapest. Del 1910 al 1914 va ser inspector de la secció de violí dels cursos professionals superiors de música de Budapest. Va ser pare i primer professor del violinista Imre Waldbauer (1892–1952).
Josef Waldbauer va ser enterrat al cementiri de Kerepesi a Budapest.

## Obres
- (com a conseller d'Alajos Gobbi): Hegedűiskola. Bevezetés az I. fekvés használatába (Escola de violí. Introducció a la 1a posició), Budapest, Rózsavölgyi és Társa, 1913;[6][7]